# Делфай (Индиана)
Делфай (англ. Delphi) — город и административный центр округа Карролл в штате Индиана в Соединённых Штатах Америки.
Согласно данным переписи населения США 2020 года число жителей города 
составляло 2961 человек, что чуть больше, чем было во время предыдущей переписи проводившейся в 2010 году (2893 человек).

## История
Делфай был основан в 1828 году и получил своё название от древнего города Дельфы в Греции. Через несколько месяцев после основания Делфай был назначен административным центром округа Карролл.
В городе открыты несколько образовательных учреждений и библиотека.
Несколько архитектурных объектов города включены в Национальный реестр исторических мест США.

## География
Согласно данным Бюро переписи населения США, общая площадь Делфая составляет 2,73 квадратных мили (7,07 км2), вся эта территория представляет собой сушу.